# Semiothisa defixaria
Semiothisa defixaria är en fjärilsart som beskrevs av Walker 1861. Semiothisa defixaria ingår i släktet Semiothisa och familjen mätare. Inga underarter finns listade i Catalogue of Life.